# Szatmárgörbed
Szatmárgörbed falu Romániában, Szatmár megye keleti részén, Aranyosmeggyestől északnyugatra.

## Története
Görbed (Szatmárgörbed) nevét 1411-ben említette először oklevél Gergesmezew néven, mint a Móricz fiak birtokát.
1412-ben Gergesmező, Gergesmezew, Gergewsmezew-nek, 1496-ban Gyerbed-nek írták, s kezdetektől a meggyesi uradalomhoz tartozott.
A Meggyesaljai család kihalta után a Báthoryak örökölték, de mellettük még más családoknak is volt itt részbirtoka.
1585-ben Szokoli György birtoka volt, kiről feljegyezték, hogy két malmot kapott a Szamoson, s mellé még részbirtokot is.
1597-ben Losonczi Bánffy György volt birtokosa.
1609-ben Csomaközy Péter szerez itt birtokot.
1624-ben Kovacsóczy István kapta meg az egész helységet.
1629-ben Károlyi Katalin kapta meg, s ez időtől a gróf Károlyi családé volt.
A 20. század elejénSzatmár vármegye Szinérváraljai járáasához tartozott.
1910-ben 691 lakosából 264 magyar, 427 román volt. Ebből 455 görögkatolikus, 211 református, 22 izraelita volt.

## Nevezetességek
- Református templom, épült 1898-ban.
- Görögkatolikus templom